# Sistema de lanzamiento desechable

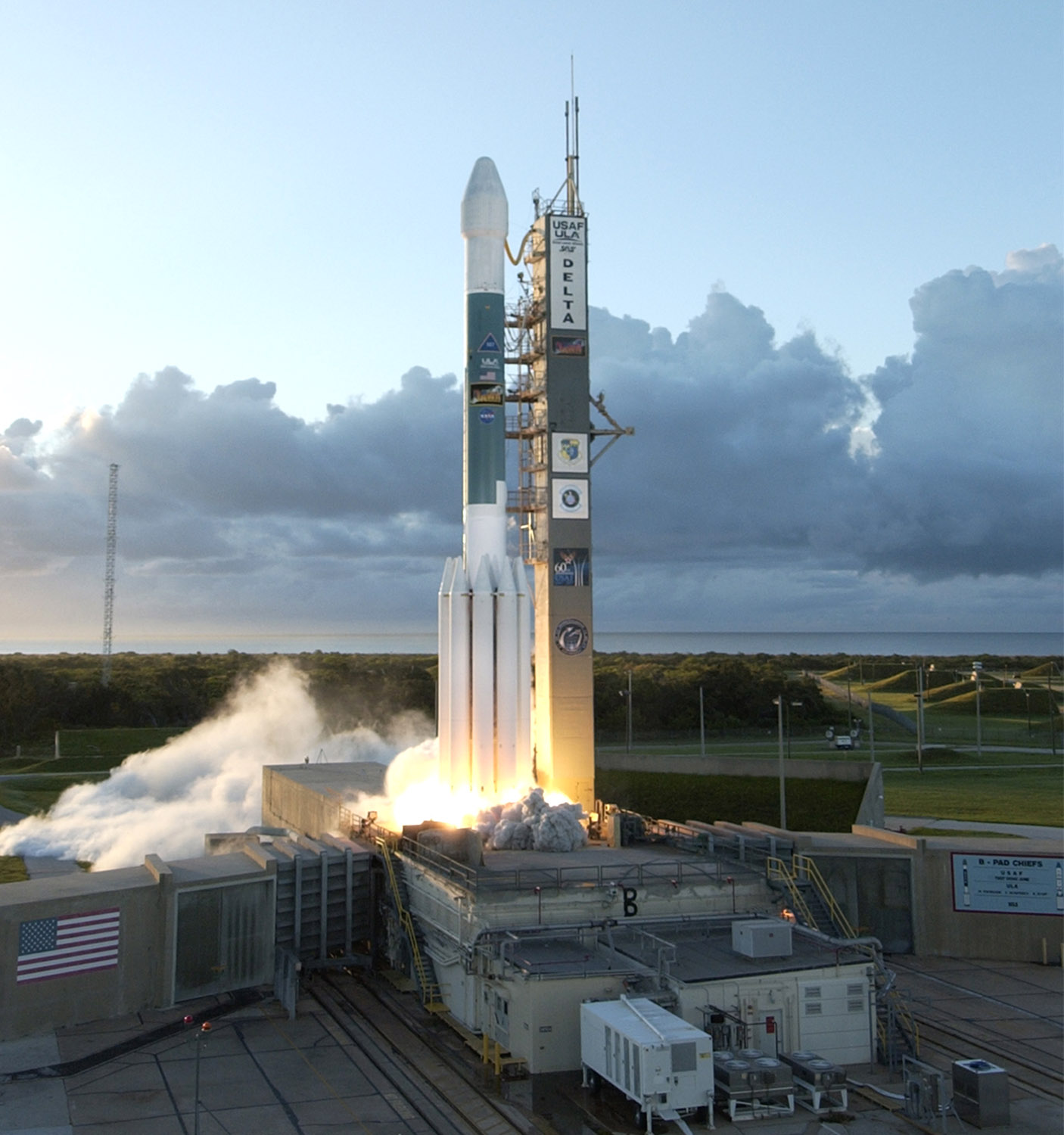
Un Delta II ELV lanzando la nave Dawn desde CCAFS LC-17

Un sistema de lanzamiento desechable es un sistema de lanzamiento que usa un vehículo de lanzamiento desechable (ELV) para transportar una carga útil al espacio. Los vehículos utilizados en los sistemas de lanzamiento desechables están diseñados para ser usados solo una vez (p.ej. son "desechados" durante un único vuelo), y sus componentes no son recuperados después del lanzamiento. Normalmente, los vehículos consisten en varias etapas de cohete, descartadas una a una en cuanto el vehículo va ganando altitud y velocidad.